# Rehrersburg
Rehrersburg est une census-designated place située dans le comté de Berks, dans le Commonwealth de Pennsylvanie, aux États-Unis.